# جوزيف ديغل (سياسي)
جوزيف ديغل هو محامي وقاضي وسياسي كندي، ولد في 23 يونيو 1934 في Saint-Charles, New Brunswick ‏ في كندا. نشط حزبياً في الجمعية الليبرالية لنيو برونزويك ‏. وقد انتخب عضو الجمعية التشريعية لنيو برونزويك ‏.